# Borrell II
Borrell II (927-30 de septiembre de 993) fue conde de Barcelona (947-992), y conde de Urgel (948-992). Era hijo de Suniario I y de su segunda esposa, Riquilda de Tolosa.

## Gobierno
Al retirarse su padre conde Suniario I que, en 947, tomó el hábito monacal en la abadía benedictina de Lagrasse, a las orillas del río Orbieu en Carcasona, cedió sus dominios a sus hijos Borrell y Miró, que debían gobernar conjuntamente. El correinado de ambos duró hasta el fallecimiento de Miró I en 966, quedando Borrell II como único representante al frente del condado de Barcelona. En 948 heredó el condado de Urgel al morir su tío Sunifredo II. Borrell II utilizó también el título de duque de Gotia (dux Gothiæ).
Al contrario que su padre, fue un conde más diplomático que militar. Procuró mantener siempre relaciones cordiales con sus dos poderosos vecinos: los francos al norte y los andalusís al sur. Intercambió embajadas con Córdoba (centro del poder musulmán) y firmó un tratado de paz con el califa Al-Hakam II.
Entre las prioridades de Borrell II se encontraba la de mantener unas relaciones amistosas con el papado y con el califa de Córdoba. Por ello, envió hasta cuatro embajadas (en los años 950, 966, 971 y 974, respectivamente) a las cortes de Abd al-Rahman III y Al-Hakam II para ratificar los acuerdos de paz de 940 a cambio de la obediencia y fidelidad al califa. Esta buena sintonía se rompió con la entronización de Hisham II (976-1009) y el ascenso político de la figura de Almanzor, el caudillo musulmán que se propuso recuperar el esplendor militar inicial de al-Ándalus.
También mantuvo buenas relaciones con el papado. En 970 viajó a Roma con el propósito de reorganizar la administración religiosa y restaurar el arzobispado de Tarragona.
Fue protector de las ciencias y de la cultura. Invitó al monje Gerberto de Aurillac (que años más tarde llegaría a Papa con el nombre de Silvestre II) a residir en el condado para que ampliara sus estudios.
A pesar de los esfuerzos diplomáticos del conde de Barcelona, los condados de la Marca Hispánica no se libraron de las razias de Almanzor. El 5 de mayo de 985 un ejército partió de Córdoba cruzando el litoral mediterráneo en dirección al campo de Tarragona. Almanzor avanzó a sangre y fuego hacia Barcelona por las actuales comarcas catalanas del Panadés, Llobregat y Vallés, mientras el conde Borrell II organizaba a la desesperada la defensa de sus territorios. Monasterios de los alrededores de Barcelona como el de San Cucufato, San Pablo del Campo o San Pedro de las Puellas fueron destruidos y sus comunidades asesinadas.
Acto seguido, los aterrados habitantes de las cercanías de Barcelona se encerraron tras las murallas de la ciudad condal, que fue asediada el primero de julio. La resistencia duró poco, el lunes 6 de julio Almanzor arrasó Barcelona llevándose consigo un cuantioso botín y un elevado número de cautivos que más adelante serían vendidos como esclavos o rescatados a cambio de importantes sumas de dinero. El conde Borrell II había sufrido una derrota difícil de olvidar, y las crónicas bautizaron este triste suceso como «el día que Barcelona murió». Quedaba así demostrado que la posición procordobesa mantenida por el conde había fracasado.
Fruto de estos continuados ataques -978, 982, 984 y 985-, fue preciso el abandono de la ciudad de Tarragona, que no volvió a ser ocupada de forma definitiva hasta 1118, por parte del conde Ramón Berenguer III.
Efectivamente, la traumática experiencia obligó al conde Borrell II a intentar retomar las relaciones con los francos. Ofreció al rey Lotario la renovación del juramento de fidelidad a cambio de auxilio militar que garantizase la protección del país frente a nuevos ataques musulmanes. Pero la petición de ayuda coincidió con una grave crisis de la dinastía Carolingia, Lotario murió en 986 y su sucesor Luis V de Francia también falleció prematuramente en 987. La nueva dinastía de los Capetos tuvo que defender la corona franca de insurrecciones internas y tampoco atendió las peticiones de auxilio del conde barcelonés.
Dado que nadie respondió a la demanda de auxilio del conde Borrell II, no es de extrañar que cuando en 987 el rey Hugo I Capeto exigió renovar los vínculos políticos con la corona franca la respuesta fuera un mutismo total, de tal manera que ese fue el último contacto exigiendo la subordinación de los condes de la Marca Hispánica a los monarcas francos. Borrell II negó la obediencia a Hugo I Capeto, rey de Francia, lo que fue seguido por los demás condes de la Marca Hispánica, consiguiéndose así la independencia de los condados catalanes de los francos.  Era la independencia de facto de la dinastía condal de Barcelona, no reconocida jurídicamente hasta la firma del Tratado de Corbeil siglos después, ya en 1258.
Por lo que respecta a las relaciones con la Santa Sede, la intención de Borrell II era crear un nuevo arzobispado en Vich que agrupara los obispados de la Marca Hispánica mientras Tarragona estuviera en manos musulmanas. Si el conde de Barcelona conseguía su propósito, sometería a su control las autoridades eclesiásticas de la Marca y, a su vez, rompería los lazos con el arzobispado de Narbona, bajo influencia franca. Parece ser que el papa Juan XIII acogió favorablemente las propuestas que le expusieron el obispo Ató de Vich, el monje Gerberto de Aurillac y el propio Borrell II en su viaje a Roma 970. Pero el asesinato del obispo el 22 de agosto de 971 frustró una tentativa que mostraba la clara voluntad de afirmación política y religiosa del conde barcelonés.
A partir de 988 compartió el gobierno con sus hijos Ramón Borrell el primogénito, quien recibió el Condado de Barcelona, y Ermengol el hijo menor, a quien legó el Condado de Urgel. Ambos comenzaron a gobernar en solitario en 992, año en que se supone que falleció Borrell II.

## Matrimonios y descendencia
El conde Borrell II se casó alrededor de 967 con Letgarda de Tolosa, hija de Ramón Ponce I, conde de Tolosa y duque de Aquitania, con la que tuvo dos hijos y dos hijas:
- Ramón Borrell, sucedió a su padre en el condado de Barcelona;
- Ermengol, heredó el condado de Urgel;
- Ermengarda (m.  1030),[9] contrajo matrimonio con Geriberto,[10] hijo de Guitardo,[11] vizconde de Barcelona, padres de Mir, Folc y Guisla;[12]
- Riquilda (m. 1041/42)[13] se casó con el hermano del esposo de su hermana, Udalardo I, vizconde de Barcelona,[10] padres de Bernardo I que sucedió a su padre en el vizcondado y murió joven, y Guislaberto, electo obispo de Barcelona en 1034 y regente del vizcondado durante la minoría de su sobrino Udalardo II de Barcelona.

Tras la muerte de Letgarda, poco después de enviudar, se volvió a casar en 988, esta vez con Eimeruda de Auvernia, con la que no tuvo hijos.
| Predecesor: Sunifredo II de Urgel | Conde de Urgel 940-992                                | Sucesor: Ermengol I de Urgel |
| Predecesor: Suñer I               | Conde de Barcelona (Hasta 966 junto a Miró I) 947-992 | Sucesor: Ramón Borrell       |